# Олигер, Иван Михайлович
Ива́н Миха́йлович Олиге́р (8 сентября 1909, Нижний Новгород — 8 апреля 2012, Чебоксары) — советский и российский учёный, старейший российский зоолог, энтомолог, писатель, автор учебных пособий, преподаватель, создатель зоологической школы.

## Биография
Родился 8 сентября 1909 года в г. Нижний Новгород.
- 1939 год — окончил биологический факультет Ленинградского государственного университета
- с мая 1940 по 1942 год — научный сотрудник Мордовского государственного заповедника
- с 1942 по 1945 год — участник Великой Отечественной войны (на Калининском, 1-м Прибалтийском и 2-м Дальневосточном фронтах) и советско-японской войны 1945 года[1]
- с 1946 по август 1951 года — научный сотрудник Дарвинского государственного заповедника
- с 1951 по 1979 год — заведующий кафедрой зоологии в Чувашском государственном педагогическом институте имени И. Я. Яковлева, организатор студенческих практик на особо охраняемых природных территориях СССР (в государственных природных заповедниках — Астраханском, Дарвинском, Кандалакшском, Лазовском, Мордовском)
- с 1995 года — научный консультант государственного природного заповедника «Присурский»
- 27 октября 2009 год в Чувашском государственном педагогическом институте имени И. Я. Яковлева состоялись юбилейные мероприятия, посвященные 100-летнему юбилею И. М. Олигера[2], на которых юбиляр рассказал не только о себе, но и читал по памяти любимые стихотворения[3][4].

Среди его учеников доктор биологических наук М. А. Козлов, более 10 кандидатов биологических наук по зоологическим специальностям (в том числе министр образования Чувашии Г. П. Чернова), Заслуженные учителя Чувашии, Соросовские учителя.
Дочь, Татьяна Ивановна, арахнолог, Заслуженный эколог РФ (Указ Президента РФ от 30 мая 1998 г., № 611). Сын, Алексей Иванович, энтомолог, в 1996—2012 годах директор Присурского государственного заповедника.
Умер 8 апреля 2012 года в Чебоксарах.

## Публикации
Автор нескольких учебных пособий для советских и российских школ, популярных определителей животных и десятков статей.

#### Книги
- Олигер И. М. Краткий определитель позвоночных. — М.: Учпедгиз, 1955. — 139 с.

- Краткий определитель позвоночных животных. Пособие для учителей средней школы. 2-е изд. / Олигер И. М. — М.: Учпедгиз, 1958. — 145 стр.(на китайском языке).
- Животный мир Чувашии. / Олигер И. М., Сысолетина Л. Г., Воронов Н. П. — Чебоксары: Чувашгосиздат, 1966. — 176 с.
- Краткий определитель позвоночных животных средней полосы Европейской части СССР. / И. М. Олигер. — Просвещение, 1971 г. Твердый переплет, — 144 стр. Тираж: 92000 экз.
- Школьный атлас-определитель беспозвоночных / М. А. Козлов; Олигер И. М. — М.: Просвещение, 1991. — 207 стр.: цв. ил. ISBN 5-09-001435-3. Тираж: 200 000 экз.
- Зоологические прогулки. Школьный-атлас. 2-е изд. / Козлов М. А., Олигер И. М. — Чебоксары: Изд. Чувашского ун-та, 1993. — 207 стр.
- Краткий определитель позвоночных животных средней полосы Европейской части России / И. М. Олигер. — Чебоксары: Руссика, 2003. — 137 стр.: ил., цв. ил. Тираж: 1000 экз.
- Мир животных: Зоологическая энциклопедия. Холоднокровные позвоночные животные / М. А. Козлов; Олигер И. М. — Издательства: Золотой век, Азбука-классика, 2004 г. Твердый переплет, — 720 стр. ISBN 5-352-00768-5, ISBN 5-342-00097-1. Тираж: 10000 экз.
- Животные Чувашии. / Олигер И. М., Олигер А. И., Сысолетина Л. Г., Хмельков Н. Т., Шабалкин В. М., Егоров Л. В., Кириллова В. И. — Чебоксары: Изд. «Руссика», 2008. — 316 стр. Тираж: 5000 экз.

#### Избранные статьи
- Олигер И. М. Паразитические простейшие и их роль в колебаниях численности рябчика // Доклады АН СССР. — 1940. — Т. 28. № 5. С. 470—473.
- Олигер И. М. Паразитофауна рябчика на севере Горьковской области // Уч. зап. ЛГУ. — 1940. — № 59. С. 102—124.
- Олигер И. М. Материалы по динамике численности мышевидных грызунов // Противоэпидемическая защита войск. Сборник 2. Военно-санитарное управление Первого Прибалтийского фронта. Рига, 1945. — С. 205—209.
- Олигер И. М. К вопросу о фауне клещей Витебской области // Противоэпидемическая защита войск. Сборник 2. Военно-санитарное управление Первого Прибалтийского фронта. Рига, 1945. — С. 210—212.
- Олигер И. М. Материалы по распространению и численности мышевидных грызунов лесной зоны западных районов РСФСР в 1943—1944 гг. // Зоол. ж. — 1946. — Т. 25. — Вып. 4. — С. 359—366.
- Олигер И. М. Об определении возраста птиц // Природа. — 1948. — № 8. — С. 68-69.
- Олигер И. М. Причины дестробиляции цестод тетеревиных птиц // Доклады АН СССР. — 1950. — Т. LXXIV. — № 4. — С. 869—872.
- Олигер И. М. Опыт истребления в помещениях комаров дустом ДДТ // Природа. — 1950. — № 2. — С. 53.
- Олигер И. М. Фауна слепней Чувашской АССР // Зоол. ж. — 1960. — Т. 39. — Вып. 7. — С. 1099—1102.
- Олигер И. М. Фауна прямокрылых Чувашской АССР // Зоол. ж. — 1965. — Т. 44. — Вып. 1. — С. 46-54.
- Олигер И. М. Черный аист // Редкие и исчезающие растения и животные Чувашской АССР. Каталог. — Чебоксары, 1988. — С. 232—233.
- Олигер И. М. Ландшафтно-географическое распространение видов рода Chorthippus Fieb. (Insecta, Orthoptera) на территории бассейнов р. Волги, Среднего и Нижнего Дона // Энтомологические исследования в Чувашии: Матер. I Респ. энтомол. конф. — Чебоксары, 1998. — С. 83-85.
- Олигер И. М. О В. А. Догеле и немного о других // Человек, с которым было хорошо. Воспоминания о Валентине Александровиче Догеле (1882—1955). К 120-летию со дня рождения: Сб. статей / Под ред. С. И. Фокина. — СПб.: Издательство С.-Петербургского университета, 2002. — (Труды С.-Петерб. о-ва естествоиспытателей; Сер. 1; Т. 95). — С. 49-60.
- Олигер И. М. Славная десятка. Мои друзья — зоологи // Научные труды Государственного природного заповедника «Присурский». — 2010. — Т. 23. — С. 16-91. Архивная копия от 28 сентября 2011 на Wayback Machine

## Награды и память
- Орден Красной Звезды (1945)
- Медаль «За боевые заслуги» (1944)
- Медаль «За победу над Японией» (1945)
- Почетный знак «За заслуги в заповедном деле» — Приказ Минприроды России от 24.08.2009 № 542-с «За многолетний добросовестный труд, большой личный вклад в развитие заповедного дела, системы особо охраняемых природных территорий и в связи со 100-летием со дня рождения»[6][7]
- Лауреат Премии имени Ф. Р. Штильмарка 2008 года — за книгу «Славная восьмерка», статьи «Шапошников» и др.[8]
- В 1950 году в честь И. М. Олигера был назван новый вид перьевых клещей Myialges oligeri W. Dub., 1950 (Astigmata)[9][10].